# Campeonato Carioca de Futebol de 1950
O Campeonato Carioca de Futebol de 1950 foi a 52.ª edição deste certame. Organizado pela Federação Metropolitana de Futebol (FMF), o torneio foi disputado por onze equipes. Nenhuma foi rebaixada. Foi a primeira edição do torneio após a construção do Estádio do Maracanã e com vaga na disputa da Copa Rio Internacional de 1951. Teve como campeão o Vasco da Gama, que derrotou o America para conquistar o título.
A três jornadas do final, com cinco pontos de vantagem para o Vasco, o America foi sucessivamente derrotado pelo Botafogo (1–3), Bangu (1–2) e Vasco da Gama (1–2), suas únicas derrotas em todo o campeonato. O terceiro colocado foi o Bangu, e o quarto o Botafogo. A dupla Fla-Flu não foi bem, com o Fluminense terminando na sexta colocação e o Flamengo em sétimo.

## Classificação
| Pos. | Equipes       | Pts | J  | V  | E | D  | GP | GC | SG  |
| ---- | ------------- | --- | -- | -- | - | -- | -- | -- | --- |
| 1    | Vasco da Gama | 34  | 20 | 17 | 0 | 3  | 74 | 21 | 53  |
| 2    | America       | 31  | 20 | 14 | 3 | 3  | 52 | 30 | 22  |
| 3    | Bangu         | 30  | 20 | 14 | 2 | 4  | 66 | 24 | 42  |
| 4    | Botafogo      | 28  | 20 | 13 | 2 | 5  | 41 | 28 | 13  |
| 5    | Olaria        | 19  | 20 | 7  | 5 | 8  | 35 | 39 | –4  |
| 6    | Fluminense    | 18  | 20 | 7  | 4 | 9  | 41 | 46 | –5  |
| 7    | Flamengo      | 17  | 20 | 7  | 3 | 10 | 50 | 45 | 5   |
| 8    | Madureira     | 14  | 20 | 5  | 4 | 11 | 34 | 56 | –22 |
| 9    | Bonsucesso    | 12  | 20 | 5  | 2 | 13 | 34 | 64 | –30 |
| 10   | Canto do Rio  | 10  | 20 | 3  | 4 | 13 | 22 | 57 | –35 |
| 11   | São Cristóvão | 7   | 20 | 2  | 3 | 15 | 25 | 64 | –39 |

## O jogo da decisão
| 28 de janeiro de 1951 | Vasco da Gama             | 2 – 1 | America    | Maracanã, Rio de Janeiro                                                                         |
|                       | Ademir de Menezes 4', 74' |       | Maneco 40' | Público: 121 765 (104 067 pagantes) Renda: Cr$ 1 577 014,00 Árbitro: Carlos de Oliveira Monteiro |

| Vasco | America |

- Vasco da Gama: Barbosa; Augusto e Laerte; Ely, Danilo Alvim e Jorge; Alfredo, Ipojucan, Ademir, Maneca e Djair. Treinador: Flávio Costa.
- America-RJ: Osni; Joel e Osmar; Rubens, Osvaldinho e Godofredo; Natalino, Maneco, Dimas, Ranulfo e Jorginho. Treinador: Délio Neves.

## Premiação
| Campeonato Carioca de 1950         |
| Rio de Janeiro                     |
| ---------------------------------- |
| VASCO DA GAMA Campeão (9.º título) |

## Artilheiros
| Pos. | Jogador           | Equipe        | Gols |
| ---- | ----------------- | ------------- | ---- |
| 1    | Ademir de Menezes | Vasco da Gama | 25   |
| 2    | Durval            | Flamengo      | 16   |
| 3    | Dimas             | America       | 14   |
| 4    | Simões            | Bangu         | 13   |
| 4    | Djair             | Vasco da Gama | 13   |
| 4    | Maneca            | Vasco da Gama | 13   |
| 7    | Ariosto           | Botafogo      | 12   |
| 7    | Ipojucan          | Vasco da Gama | 12   |